# Bernhard Bischoff
Bernhard Bischoff va ser un paleògraf alemany que va contribuir a l'estudi de l'anomenada escriptura rústica. Destacà igualment per la seva recerca en manuscrits medievals i per ser un dels editors de les obres Monumenta Germaniae Historica (fonts per a l'estudi de la història alemanya) i Codices Latini Antiquiores (un recull de manuscrits en llengua llatina escrits abans de l'any 800. Per aquesta tasca fou condecorat amb el guardó Pour le Mérite.